# 薛懐義
薛 懐義（せつ かいぎ、拼音: Xuē Huái yì、? - 695年）は、中国武周時代の僧。雍州鄠県の出身。本姓は馮、名は小宝。

## 略歴
元来は洛陽で売薬を生業としていた。たまたま千金公主を通して武則天に知られるようになり、その寵愛を受けた。武后の奨めによって出家して僧となり、女婿の薛紹の族籍に編入したことから、薛氏を名乗るようになった。
垂拱年間（685年 - 688年）に洛陽の白馬寺の寺主となった。武后の寵を受けた薛懐義の威勢は凄まじく、武氏一門の者でも媚びへつらったという。
688年（垂拱4年）、反対勢力を制圧した武后の栄誉を祝して巨大な明堂を建てた。また、武后を仏の転生であると説く「大雲経」を偽作し、全国の大雲経寺に頒布した。
その後、武后の寵が侍医の沈南璆に移ると、薛懐義は明堂に放火して抵抗の意志を表したが、侍御史の周矩によって誣告され、太平公主によって殺害された。